# Da Vosk Docta
Da Vosk Docta, właściwie Kamil Szczepanik (ur. 1991 we Wrocławiu) – polski producent muzyki elektronicznej.

## Życiorys
Pierwsze próby z muzyką rozpoczął w 2008 roku, od tworzenia prostych hip-hopowych bitów. Znudzony tą formą, parę lat później rozpoczął eksperymenty z muzyką elektroniczną. W latach 2013–2015 wypuścił serię mixtape’ów zatytułowanych „Internet Ghetto”. W 2015 oraz 2016 roku opublikował także kilka EP. Jego muzyka znalazła się w filmie „Wszystkie nieprzespane noce” reż. Michała Marczaka. Wystąpił na głównej scenie festiwalu UpToDate.
W 2017 roku zadebiutował pierwszym, dobrze przyjętym albumem „Even If You Didn’t Expect It”, a w 2018 wydał drugi album zatytułowany „303K”. Rok później ukazał się jego trzeci, cyfrowy krążek zatytułowany „Prototype”.

## Dyskografia
- 2013 – „Occultism.mp3"[10]
- 2015 – „White_EP”
- 2015 – „Deep Purple Roses EP”[11]
- 2016 – „EUROBASS”
- 2016 – „LONGLIVEDVD”
- 2016 – „Homeland Terror”[12]
- 2017 – „Even If You Didn’t Expect It”
- 2018 – „303K”
- 2019 – „Prototype”
- 2020 – „LO-FI IS THE UNWANTED BASTARD CHILD OF JAZZ”

| Rok  | Album                                                                               | Pozycja na liście |
| Rok  | Album                                                                               | POL               |
| ---- | ----------------------------------------------------------------------------------- | ----------------- |
| 2021 | Opal Black - Data: 26 lutego 2021 - Wydawca: MyMusic - Format: CD, digital download | 12                |

## Nagrody i wyróżnienia
| Rok  | Nagroda         | Tytułem     | Kategoria           | Rezultat  |
| ---- | --------------- | ----------- | ------------------- | --------- |
| 2022 | Popkillery 2021 | Opal Black  | Płyta roku 2021     | Nominacja |
| 2022 | Popkillery 2021 | Całokształt | Producent roku 2021 | Nominacja |